# Angie Everhart
Angela Kay Everhart (Akron, 7 de Setembro de 1969), mais conhecida como Angie Everhart, é uma actriz e ex-modelo norte-americana.

## Biografia
Como modelo foi diversas vezes capa  da Sports Illustrated. Posou nua para a Playboy, em 2000. Em 2003 fica no número 98 na lista 100 Sexiest Women of 2003 da FHM.
A sua estreia como actriz aconteceu em 1993 ao lado de Arnold Schwarzenegger no filme Last Action Hero.
Angie foi durante algum tempo uma entusiasta e praticante de paraquedismo, tendo deixado a modalidade depois de uma queda algo violenta, que, embora milagrosamente não tenha sofrido fracturas, a levou a fazer uma cirurgia à coluna.
Estuvo casada con Ashley Hamilton de 1996, um 1997. Sylvester Stallone y Angie Everhart estuvieron brevemente comprometidos en 1995. Tuvo una relación con sentimental Joe Pesci, la cual terminó en el 2008. Angie Everhart estaban una relación con sentimental el pintor italiano Luca Bestetti.

## Filmografia
- 1993: Last Action Hero
- 1995: Jade
- 1996: Bordello of Blood (Tales from the Crypt)
- 1997: Executive Target
- 1997: Another 9 1/2 Weeks
- 1998: The Gardener
- 1999: Bittersweet
- 2000: The Stray
- 2001: Honor & Duty – The Substitute IV (The Substitute: Failure Is Not an Option)
- 2001: Sexual Predator
- 2003: Bugs
- 2004: The Real Deal
- 2004: Bandido
- 2005: Cloud Nine
- 2006: The Dr. Keith Ablow Show (série TV)
- 2007: Gone
- 2008: The Unknown Trilogy
- 2011: Take Me Home Tonight